# Телесные наказания в школах в США
Телесное наказание (иногда называемое «физическим наказанием») — применение физической силы, (независимо от легкости), для преднамеренного причинения телесной боли или дискомфорта в ответ на какое-либо нежелательное поведение. В школах Соединенных Штатов телесное наказание может применяться школьным учителем или администратором, который бьет ученика по ягодицам деревянной лопаткой.

Законность телесных наказаний в государственных школах США as of 2023 апрель
Телесные наказания незаконны
Телесные наказания законны

Эта практика была признана конституционной в деле Верховного суда 1977 года Ingraham v. Wright, где суд постановил, что пункт о «жестоких и необычных наказаниях» Восьмой поправки к Конституции США не применяется к дисциплинарным телесным наказаниям в государственных школах, ограничиваясь обращением с заключенными, осужденных за преступление. С тех пор ряд штатов США запретили телесные наказания в государственных школах. Последним штатом, объявившим его вне закона, был Айдахо в 2023 году, а последний фактический запрет на уровне штата был введен в Кентукки в 2023 году, когда последний школьный округ в штате, который ещё не запретил его, сделал это. В 2014 году в государственных школах США наносили удары в среднем каждые 30 секунд.
По состоянию на 2024 год телесные наказания по-прежнему разрешены в частных школах во всех штатах США, кроме Нью-Джерси, Айовы, Нью-Йорка, Иллинойса и Мэриленда, разрешены в государственных школах в 17 штатах и практикуются в 12 штатах.
Телесные наказания в школе запрещены в 128 странах, в том числе в Канаде, Европейском Союзе и других европейских странах, а также в Новой Зеландии, что делает Соединённые Штаты Америки одной из трех экономически развитых стран, где телесные наказания в школе всё ещё разрешены законом, наряду с Австралией и Сингапуром; штат Квинсленд — единственная юрисдикция в Австралии, где школьные телесные наказания все ещё технически законны.
США подписали, но не ратифицировали Конвенцию о правах ребенка. При ратификации Международного пакта о гражданских и политических правах США сделали оговорку,  о том что США считают себя связанными статьей 7 этого пакта лишь в той степени, в какой жестокое, бесчеловечное или унижающее достоинство обращение и наказание означает жестокое и необычное обращение и наказание, запрещенное Пятой, Восьмой и/или Четырнадцатой поправками к Конституции США.

## История
Телесные наказания широко использовались в школах США в XIX и XX веках как способ мотивировать учащихся к более высокой успеваемости и поддержанию объективно хороших стандартов поведения . Эта практика в целом считалась справедливым и рациональным способом дисциплинирования школьников, особенно учитывая ее параллели с системой уголовного правосудия, и учителям рекомендовали в конце XIX века использовать телесные наказания вместо других видов дисциплины. В англоязычном мире право учителей применять дисциплинарные меры к детям закреплено в доктрине общего права in loco parentis (лат. «вместо родителей»), которая возлагает на носителей власти юридическую ответственность брать на себя в некоторых случаях функции родителя.
Одно из первых выступлений родителей против телесных наказаний в школах произошло в Англии в 1899 году в деле Гардинер против Бигрейва, в котором учитель в Лондоне был оправдан после того, как родитель подал на него в суд за нападение после того, как он физически наказал их сына. Этот случай создал прецедент, согласно которому школы могли наказывать детей так, как они считали нужным, независимо от желания родителей относительно физического наказания их ребенка. 

### Федеральный закон
В 1977 году вопрос о законности телесных наказаний в школах США был передан в Верховный суд США. На тот момент только Нью-Джерси (1867 г.), Массачусетс (1971 г.), Гавайи (1973 г.) и Мэн (1975 г.) запретили физические наказания в государственных школах, и только Нью-Джерси также запретил эту практику в частных школах.
Верховный суд США подтвердил законность телесных наказаний в школах в знаковом деле Ingraham v. Wright. Суд постановил пятью голосами против четырёх, что телесное наказание 14-летнего Джеймса Ингрэма, которого удерживали два помощника директора и шлепал пэддлом директор не менее двадцати раз, что в конечном итоге потребовало медицинской помощи, не нарушало Восьмую поправку к конституции, которая защищает граждан от жестокого и необычного наказания. Они также пришли к выводу, что телесные наказания не нарушают положения о надлежащей правовой процедуре Четырнадцатой поправки, поскольку учителя или администраторы, применяющие чрезмерное наказание, могут быть привлечены к уголовной ответственности. Этот случай создал прецедент «разумного, но не чрезмерного» наказания учащихся и был раскритикован некоторыми учеными как «явно низкая точка в отношениях между американскими учителями и учениками».
Постановление «Ингрэм против Райта» решительно навязало решение о том, объявлять или нет телесные наказания в школах вне закона, непосредственно законодателям штата. Большинство государственных запретов на телесные наказания произошло за прошедшие с 1977 года годы.

### Законы штатов
Отдельные штаты имели право запрещать телесные наказания в государственных школах с XIX века. Каждый штат имеет право определять телесные наказания в законах своего штата, поэтому запреты на телесные наказания различаются от штата к штату. Например, в Техасе учителям разрешается пороть детей и использовать «любую другую физическую силу» для контроля над детьми во имя дисциплины; в Алабаме правила более четкие: учителям разрешается использовать «деревянный весло примерно 24 дюйма (610 мм) в длину, 3 дюйма (76 мм) в ширину и 0,5 дюйма (13 мм) в толщину».
Первым штатом, отменившим школьные телесные наказания, стал Нью-Джерси в 1867 году. В 1894 году законопроект Ньюарка оспорил это решение, утверждая, что порка должна быть законной, если родители дали на это согласие; Палата представителей Нью-Джерси отклонила этот законопроект: в свидетельстве одного врача утверждалось, что положения законопроекта «подвергнут жестокой дискриминации со стороны учителей детей, у которых нет заботливых родителей». Вторым штатом, запретившим телесные наказания в школах, стал Массачусетс 104 года спустя, в 1971 году. По состоянию на 2024 год телесные наказания запрещены в государственных школах в США в 33 штатах и округе Колумбия. Использование телесных наказаний в частных школах разрешено законом почти в каждом штате. Только Нью-Джерси, Айова, Нью-Йорк, Иллинойс и Мэриленд запрещают это как в государственных, так и в частных школах. Телесные наказания по-прежнему широко применяются в школах (хотя и снижаются) в некоторых государственных школах Алабамы, Арканзаса, Джорджии, Луизианы, Миссисипи, Оклахомы, Теннесси и Техаса. Последним штатом, запретившим школьные телесные наказания, стал Колорадо в 2023 году.
Большинство студентов, подвергающихся телесным наказаниям, проживают на юге США; Данные Министерства образования за 2011–2012 годы показывают, что 70% студентов, подвергшихся телесным наказаниям, были из пяти штатов: Алабама, Арканзас, Джорджия, Миссисипи и Техас, причем на последние два штата приходится 35% случаев телесных наказаний.
Учащиеся могут подвергаться физическому наказанию от детского сада до окончания средней школы, а это означает, что школьные чиновники иногда шлепают даже совершеннолетних лиц. В этих штатах родителям иногда (но не всегда) предоставляется возможность физического наказания своего ребенка вместо альтернативных дисциплинарных мер, таких как отстранение от занятий.
В 2022 году в школе  Кассвилла в Миссури по инициативе родителей восстановили телесные наказания, которые были отменены там в 2001 году.

## Текущие законы штатов

### Штаты, запретившие школьные телесные наказания
Всего использование телесных наказаний в государственных школах запрещено в 33 штатах и в округе Колумбии.
| Штат              | Год запрета |
| ----------------- | ----------- |
| Нью-Джерси        | 1867        |
| Массачусетс       | 1971        |
| Гавайи            | 1973        |
| Колумбия          | 1977        |
| Мэн               | 1979        |
| Нью-Гэмпшир       | 1983        |
| Вермонт           | 1985        |
| Нью-Йорк          | 1985        |
| Калифорния        | 1986        |
| Висконсин         | 1988        |
| Небраска          | 1988        |
| Айова             | 1989        |
| Аляска            | 1989        |
| Виргиния          | 1989        |
| Коннектикут       | 1989        |
| Миннесота         | 1989        |
| Мичиган           | 1989        |
| Орегон            | 1989        |
| Северная Дакота   | 1989        |
| Южная Дакота      | 1990        |
| Монтана           | 1991        |
| Юта               | 1992        |
| Вашингтон         | 1993        |
| Иллинойс          | 1993        |
| Мэриленд          | 1993        |
| Небраска          | 1993        |
| Западная Виргиния | 1994        |
| Делавэр           | 2003        |
| Пенсильвания      | 2005        |
| Род-Айленд        | 2005        |
| Огайо             | 2009        |
| Нью-Мексико       | 2011        |
| Айдахо            | 2023        |
| Колорадо          | 2023        |

### Штаты, которые законно разрешают школьные телесные наказания
Алабама, Аризона, Арканзас, Флорида, Джорджия, Индиана, Канзас, Кентукки, Луизиана, Миссисипи, Миссури, Северная Каролина, Оклахома, Южная Каролина, Теннесси, Техас, Вайоминг.

## Правила
Правила применения телесных наказаний в разных школах различаются. Телесным наказаниям учащихся подвергают за различные проступки — драки, буллинг, курение, ругательства, а также за опоздания в школу, неподобающий внешний вид (запрещенный пирсинг или украшения, неподобающая прическа), грубость учителям и т.д. Иногда применяется система, при которой за каждый проступок начисляются штрафные баллы, и при достижении определенного лимита следует наказание. Особенно часто телесные наказания применяются в религиозных частных школах. К учащимся младших классов телесные наказания обычно не применяют.
В большинстве случаев учащимся предоставляется выбор между оставлением в школе после уроков на определенное время в течение нескольких дней (detention) и телесным наказанием. Телесное наказание, как правило, применяется лишь с согласия родителей учащихся. При этом большинство учащихся, которым предоставляется такой выбор, предпочитает телесное наказание оставлению в школе после уроков, несмотря на то, что телесное наказание бывает весьма болезненным — педагоги часто наносят сильные удары пэддлом по ягодицам наказываемых (обычно 2-3 удара без обнажения ягодиц), так что нередко после наказания на ягодицах остаются синяки (в правилах некоторых школьных округов прямо предусмотрено, что синяки являются допустимыми).
В большинстве случаев телесное наказание применяется директором или заместителем директора школы, или, по крайней мере, в их присутствии. Обычно правила предусматривают, что телесное наказание осуществляется педагогом одного пола с наказываемым учащимся. Девочек подвергают телесным наказаниям значительно реже, чем мальчиков, что объясняют тем, что девочки в целом более дисциплинированы, чем мальчики. Ранее во многих школах девочек вообще было запрещено подвергать телесным наказаниям, но в настоящее время в большинстве случаев в этом отношении существует равенство между полами (в ряде случаев девочки сами просили разрешить им, как мальчикам, выбирать телесные наказания вместо оставления в школе после уроков).

## Тренды
Распространенность телесных наказаний в школах США снизилась с 1970-х годов, снизившись с четырех процентов от общего числа детей в школах в 1978 году до менее одного процента в 2014 году. Это сокращение частично объясняется увеличением числа штатов, запрещающих телесные наказания в государственных школах между 1974 и 1994 годами.
Число случаев телесных наказаний в школах США также снизилось за последние годы. По оценкам федеральной статистики, в 2002–2003 учебном году 300 000 детей хотя бы один раз подвергались телесным наказаниям в школе. В 2006–2007 учебном году это число сократилось до 223 190 случаев. По данным Департамента образования, в 2011–2012 учебном году более 166 000 учащихся государственных школ подверглись физическому наказанию. В 2013–2014 учебном году это число сократилось до 109 тысяч учеников.
По состоянию на 2011–2012 учебный год в 19 штатах были законодательно разрешены телесные наказания в школах. Примерно 14 процентов школ в этих 19 штатах сообщили о применении телесных наказаний, и каждый восьмой учащийся посещал школы, в которых применяется такая практика.
В 2022 году число учеников, которых отшлепали учителя, упало примерно до 70 000. По состоянию на ноябрь 2023 года еще осталось 17 штатов, где эта практика официально не запрещена.

### Поведение, влекущее за собой телесные наказания
В нескольких исследованиях изучалось, какое поведение вызывает телесные наказания в качестве реакции, но до сих пор не существует единой и стандартизированной системы, используемой внутри штатов или между штатами. Хьюман Райтс Вотч провела серию интервью со студентами и преподавателями, занимающимися греблей, в Миссисипи и Техасе и установила, что чаще всего телесные наказания применяются за незначительные нарушения, такие как нарушение дресс-кода, опоздание, разговоры в классе, бег в коридоре и поход в школьный туалет без разрешения. Обзор более 6000 дисциплинарных дел во Флориде за 1987–1988 учебный год показал, что применение телесных наказаний в школах не связано с тяжестью проступков учащихся или частотой нарушений. Чумбиль и Хайман проанализировали более 500 статей о телесных наказаниях в газетах с 1975 по 1992 год и определили причину наказания и его суровость. Они обнаружили, что характер плохого поведения ребенка (насильственное или ненасильственное) не влиял существенно на то, был ли ученик подвергнут физическому наказанию или нет.

### Диспропорции
Многие исследования показали, что существуют различия в физическом наказании учащихся в зависимости от расовой и этнической принадлежности, пола и статуса инвалидности. В целом результаты показывают, что мальчики, цветные учащиеся и учащиеся с ограниченными возможностями чаще становятся объектами телесных наказаний. Эти различия могут нарушать три федеральных закона, которые запрещают дискриминацию по признаку расы, пола и инвалидности: Раздел VI Закона о гражданских правах 1964 года, Раздел IX Поправок к образованию 1972 года и Раздел 504 Закона о реабилитации 1973 года.

### По полу
На рубеже 20-го века и мальчики, и девочки подвергались примерно одинаковому уровню телесных наказаний в школах США, но девочки чаще сообщали о своем наказании как о несправедливом. Однако, хотя наказание рассматривалось как средство укрепления мужественности мальчиков, от девочек не ожидалось, что они получат такие же преимущества, поэтому их наказание часто, но не всегда, было более мягким. Эта тенденция гендерного паритета существенно изменилась в следующем столетии.
Согласно исследованию 2015 года, мальчики чаще, чем девочки, подвергаются физическому наказанию в школах, и это неравенство сохраняется на протяжении десятилетий.
Различия в поведении (и воспринимаемом поведении) могут частично объяснить этот дисбаланс, но не объясняют всего несоответствия между полами. Было обнаружено, что мальчики в два раза чаще, чем девочки, подвергаются наказанию за плохое поведение в школе, но в четыре раза чаще подвергаются телесным наказаниям.
Если рассматривать расу и пол вместе, чернокожие мальчики в 16 раз чаще подвергаются телесным наказаниям, чем белые девочки. Среди детей-инвалидов наибольшая вероятность подвергнуться телесным наказаниям у чернокожих мальчиков, за ними следуют белые мальчики, чернокожие девочки и белые девочки. В то время как чернокожие мальчики подвергаются физическому наказанию в 1,8 раза чаще, чем белые мальчики, чернокожие девочки в три раза чаще подвергаются телесным наказаниям, чем белые девочки.

### По расе или этнической принадлежности
Расовые и этнические различия в школьных телесных наказаниях внутри групп с течением времени уменьшились, но относительная распространенность телесных наказаний между группами осталась стабильной. Афроамериканских учащихся подвергают физическим наказаниям чаще, чем белых или латиноамериканцев. Напротив, латиноамериканские ученики реже подвергаются телесным наказаниям, чем белые ученики. Одно исследование показало, что афроамериканские ученики чаще подвергались физическому наказанию, чем белые или латиноамериканские, в 2,5 и 6,5 раза соответственно. Другое исследование подсчитало соотношение афроамериканских учеников, подвергшихся физическому наказанию, к доле белых студентов, которые были наказаны по штатам, и обнаружило, что в 2011-2012 учебном году чернокожие дети в Алабаме и Миссисипи более чем в пять раз чаще подвергались дисциплинарному наказанию. телесные наказания, чем их белые коллеги. В других юго-восточных штатах (Флорида, Арканзас, Джорджия, Луизиана и Теннесси) афроамериканские дети более чем в три раза чаще подвергались телесным наказаниям, чем белые дети.
Обзор более 4000 дисциплинарных мероприятий во Флориде с 1987 по 1989 год в девяти школах показал, что, хотя афроамериканские ученики составляли 22 процента учащихся школ, на них приходилось более 50 процентов всех случаев телесных наказаний. В 2013 году Департамент народного просвещения Северной Каролины опубликовал обзор случаев телесных наказаний за 2011–2012 учебный год, в котором установлено, что телесные наказания непропорционально применялись к студентам из числа коренных американцев, на которые приходилось 58 процентов всех случаев телесных наказаний, хотя их доля составляла всего два процента от студенческого населения.
Расовое неравенство в использовании телесных наказаний в школах согласуется с данными о других методах дисциплинарного воздействия: вероятность отстранения или исключения из школы афроамериканских детей в два-три раза выше, чем у белых детей. Согласно исследованию Американской психологической ассоциации, этот дисбаланс обусловлен не более высокой вероятностью плохого поведения детей одной расы по сравнению с другой или социально-экономическим статусом детей.

### По статусу инвалидности
Детям с физическими, умственными или эмоциональными недостатками предоставляется особая защита и услуги в государственных школах США. Однако им не предоставляется защита от школьных телесных наказаний в штатах, где это разрешено, и во многих штатах они фактически подвергаются большему риску подвергнуться телесному наказанию, чем их сверстники, не имеющие инвалидности. Отчет и сбор данных о гражданских правах Министерства образования США за 2006 год, подготовленный совместно Хьюман Райтс Вотч и Американским союзом гражданских свобод, показывает, что учащиеся с ограниченными возможностями подвергаются телесным наказаниям в непропорционально высоких показателях для их доли населения. Представитель Кэролин Маккарти отметила на слушаниях в Конгрессе в 2010 году, что студенты с ограниченными возможностями подвергаются телесным наказаниям «примерно в два раза чаще, чем общее количество студентов в некоторых штатах».
Дети с ограниченными возможностями на 50 процентов чаще подвергаются школьным телесным наказаниям в более чем 30 процентах школьных округов в Алабаме, Арканзасе, Джорджии, Луизиане, Миссисипи и Теннесси. Однако в некоторых школьных округах Алабамы, Миссисипи и Теннесси вероятность подвергнуться телесным наказаниям у детей с инвалидностью в пять раз выше, чем у сверстников без инвалидности.

## Последствия
Хотя существует литература о влиянии применения телесных наказаний родителями на здоровье и успеваемость в школе, телесные наказания в школах изучены недостаточно. Существуют корреляционные исследования, которые связывают использование телесных наказаний в школах с пагубным физическим и психологическим воздействием на детей, а также предоставляют доказательства его долгосрочных последствий.
Согласно этим исследованиям, дети, подвергающиеся телесным наказаниям в школе, с большей вероятностью будут иметь проблемы с поведением, испытывать чувство неадекватности и обиды, проявлять агрессивность и насилие, а также испытывать снижение способностей к решению проблем, социальной компетентности и академических способностей. достижение. Другие исследования показали, что телесные наказания в школах могут сдерживать когнитивное развитие детей, поскольку дети, подвергающиеся телесным наказаниям в школах, имеют более ограниченный словарный запас, более низкие оценки в школе и более низкие показатели IQ. Более того, различия в применении телесных наказаний по признаку пола, расы и инвалидности могут восприниматься детьми как дискриминация. Эта воспринимаемая дискриминация связана с более низкой самооценкой, более низким позитивным настроением, более высокой депрессией и тревогой. Эти последствия могут также проявляться в низкой академической активности и более негативном поведении в школе, что усугубляет существующий разрыв в дисциплинарной политике по расовому и гендерному признаку.
Исследователи обнаружили отрицательную корреляцию между законностью телесных наказаний и результатами тестов. Учащиеся, не подвергающиеся школьным телесным наказаниям, показывают лучшие результаты по тесту ACT по сравнению с учащимися в штатах, где разрешены дисциплинарные телесные наказания в школах. В 2010 году 75 процентов штатов, в которых разрешены телесные наказания в школах, получили баллы ниже среднего по совокупному показателю ACT, в то время как три четверти штатов, где не занимаются греблей, получили балл выше среднего по стране. Тенденции улучшения по годам также различаются; за последние 18 лет в 66 процентах штатов, не занимающихся греблей, показатели улучшения были выше среднего, в то время как в 50 процентах штатов с шлепанием показатели улучшения были выше общенациональной тенденции.
Более того, хотя телесные наказания иногда превозносятся как альтернатива отстранению от занятий, отсутствие формальной подготовки учителей в США означает, что не существует последовательно применяемого стиля телесных наказаний, учитывающего размер, возраст или психологический профиль учащихся. Это делает учащихся более уязвимыми к физическим и психологическим травмам.
В ноябре 2018 года Американская академия педиатрии опубликовала новое политическое заявление, в котором ужесточила позицию против телесных наказаний, включая порку, через двадцать лет после опубликования своего последнего заявления о позиции по эффективной дисциплине.
ААП, в частности, упомянула о рисках, связанных с психическим здоровьем и проблемами управления гневом, у детей и подростков, подвергавшихся телесным наказаниям в школе.

## Общественное мнение
Исследование общественного мнения показало, что большинство американцев не поддерживают школьные телесные наказания; в опросах, проведенных в 2002 и 2005 годах, взрослые американцы соответственно 72% и 77% были против применения телесных наказаний учителями. Более того, общенациональное исследование, проведенное среди учителей, показало, что телесные наказания являются наименее эффективным методом дисциплинирования правонарушителей среди восьми возможных методов.
Законопроект о прекращении применения телесных наказаний в школах был внесен в Палату представителей США в июне 2010 года во время 111-го Конгресса. Законопроект, HR 5628, был передан в Комитет Палаты представителей США по образованию и труду, где он не был вынесен на голосование.
Национальная ассоциация директоров средних школ США (NASSP) выступает против использования телесных наказаний в школах, определяемых как преднамеренное причинение боли в ответ на неприемлемое поведение или язык учащихся. Выражая свое несогласие, он ссылается на непропорциональное применение телесных наказаний к чернокожим студентам; потенциальное неблагоприятное воздействие на самооценку учащихся и школьные достижения; корреляция между школьными телесными наказаниями и ростом прогулов, отсева, насилия и вандализма со стороны молодежи; возможность неправильного использования или нанесения вреда учащимся; и повышение ответственности школ.
Некоторые ученые, такие как Элизабет Гершофф и Сара Фонт, видят двойной стандарт, когда речь идет о физическом наказании детей по сравнению со взрослыми. Совет по образованию округа Пикенс, штат Алабама, рекомендует учителям использовать весло длиной два фута для дисциплинирования детей; в некоторых случаях этот предмет превышает половину роста ребенка младшего школьного возраста. Два учёных утверждают, что в любом другом контексте «действие взрослого человека, ударяющего другого человека доской [длиной два фута] (или любого размера) будет считаться нападением с применением оружия и будет наказываться по уголовному закону».
Однако некоторые учителя и администраторы защищают использование телесных наказаний в классе как разумную альтернативу другим видам дисциплинарных мер, таким как отстранение от занятий, которые, как было доказано, отрицательно влияют на успеваемость детей в классе и социальные навыки.
Выбор студента в пользу телесного наказания часто продиктован родителями, а также тем, что телесное наказание не фиксируется в личном деле студента, тогда как отстранение фиксируется должным образом и может поставить под угрозу поступление студента в вуз. Часто учащиеся принимают физическое наказание как способ стереть записи о нарушении.
В марте 2018 года мать старшекурсницы Уайли Грир опубликовала твит, который стал вирусным. Она сообщила, что во время забастовки студентов по национальному контролю над огнестрельным оружием ее сын и двое других учеников вышли из класса средней школы Гринбриер в Гринбрире, штат Арканзас. В тот же день заместитель директора Бретт Мик сообщил Гриру о последствиях: два дня отстранения или два удара деревянной лопаткой. Грир выбрал телесное наказание, как и двое других. В Арканзасе учащихся 18 лет и старше можно грести в школе, поскольку закон, регулирующий телесные наказания в школах, «позволяет отдельным школьным округам разрабатывать свою собственную политику» без каких-либо ограничений в отношении возраста учащихся.
В деле Айерс против Уэллса в 2018 году Натан Айерс, заместитель директора средней школы Этова в Алабаме, был обвинен в чрезмерном применении силы во время инцидента с греблей в 2016 году. Судья Уильям Оглтри отказался снять с Айерса обвинения в жестоком обращении с детьми и постановил, что законы об иммунитете не могут быть оправданием для применения несоразмерной силы во время наказания. В мае 2019 года обвинения были сняты на основании законов Алабамы об иммунитете.
В сентябре 2018 года Школа инноваций и классики Джорджии в Джорджии вызвала споры, когда директор Джоди Булино предложил восстановить телесные наказания. Треть родителей согласилась с этим предложением. Булино в интервью CBS заявил, что был удивлен возмущением некоторых родителей. Рейтинг школы в обзорах Google упал на два пункта, и несколько родителей выразили в своих отзывах, что хотели бы найти альтернативу школе, опасаясь за безопасность своих детей. Школа провела контркампанию, стремясь повысить пониженный рейтинг Google.
3 октября 2018 года Гэри Л. Ганкелю, директору школы в Индианоле, штат Оклахома, было предъявлено обвинение по двум пунктам обвинения в нападении на ребенка после гребли, в результате чего два мальчика получили глубокие синяки. Один из детей упал на землю во время гребли, и Гункель извинился перед одной из матерей за то, что наказал мальчиков. Как сообщает местная пресса, Гункель был отправлен в административный отпуск. Несмотря на то, что иск о жестоком обращении с детьми был отклонен, в августе 2020 года родители двух мальчиков подали новый иск, поскольку один из мальчиков находился в программе защитного образования, а у другого были серьезные физические последствия в течение нескольких недель после наказания. Контракт Гункеля не был продлен школьным округом.
Телесные наказания широко распространены во Флориде, и утверждается, что законы, разрешающие их, допускают жестокое обращение с детьми (в том числе с психическими отклонениями). Во Флориде нет возможности отказа, а это означает, что телесные наказания могут применяться против воли родителей, а в некоторых районах невозможно найти школьный округ, который бы их не применял. Во Флориде разрешены все виды телесных наказаний в отношении студентов, за исключением случаев, когда, как заявил прокурор штата Флорида, дети получили серьезные травмы.
В январе 2019 года Эшли Лауэр, мать ученика шестого класса средней школы округа Мейкон-младший в Теннесси, опубликовала в социальных сетях фотографии своего сына после гребли, которые оставили глубокие синяки и рубцы на его ягодицах. После непродолжительного расследования Служба защиты детей (CPS) сообщила Лауэру, что они не обнаружили никаких нарушений со стороны школы. Лауэр обратился в социальные сети, чтобы привлечь внимание родителей, которые дают свое согласие на телесные наказания в школе.
25 января 2019 года учитель начальной школы Каммингса в Мемфисе ударил пятилетнюю Хейли Тернер линейкой по лицу, оставив видимые синяки рядом с ее левым глазом. Семья девочки пожаловалась, что учитель сначала пытался подкупить девочку, предложив куклу, если она ничего не сказала. После этого учительница пыталась убедить семью, что синяки — это аллергическая реакция. Учительницу отстранили на два дня, а Тернера перевели в другой класс. Семья решила перевести Тернера в другую школу. Теннесси является одним из 19 штатов, которые разрешают телесные наказания в школе и имеют строгие законы об иммунитете, защищающие учителей от судебного преследования.
В марте 2019 года на основании законов об иммунитете большое жюри округа Чилтон, штат Алабама, отказалось предъявить обвинение директору Д.Дж. Никс из средней школы Джемисона в связи с греблей ребенка с аутизмом. Ребенка связали и шлепнули пять раз, в результате чего он получил глубокие синяки. В 2017 году Ассоциация школьных советов Алабамы проголосовала за изменение своей позиции в отношении телесных наказаний: вместо призыва к школам препятствовать телесным наказаниям вместо их запрета.
Несколько тренеров, учителей и директор средней школы Уоррена Истона в Новом Орлеане были названы в иске 2019 года, требующем телесных наказаний ученика, что запрещено местным школьным советом. Кроме того, утверждалось, что футболистов били по голым спинам. Мать студента также заявила, что студентов просили никому не рассказывать о наказаниях.
В ноябре 2019 года мать по имени Лидия Пейн из округа Фолкнер, штат Арканзас, сообщила СМИ, что ее сын подвергся телесному наказанию в средней школе Гая-Перкинса. Вместо того, чтобы получить простую порку, Пейн заявила, что ее сын был избит и получил синяки. «Вся ягодица моего сына очень черно-синяя», - сказал Пейн. Судя по всему, процедура, установленная школьным округом, была соблюдена. В отчете указано, что расследование продолжается, но добавлено, что законы об иммунитете защищают школьного администратора, если процедура была соблюдена.
В апреле 2021 года директор Центральной начальной школы в Клюистоне, штат Флорида, шлепнул шестилетнюю девочку на глазах у ее матери за то, что она повредила компьютер. Мать была иммигранткой без документов, и возникла путаница относительно того, что мать согласилась сделать (позволить шлепать ребенка, шлепать его и т. д.). Инцидент был записан и опубликован местными СМИ. Школьный округ подчеркнул, что правила запрещают телесные наказания и поощряют альтернативные методы дисциплинарного воздействия. Прокуратура штата отказалась возбуждать дело против директора школы, сославшись на то, что инцидент произошел на законных основаниях.